# Арикара (язык)
Арикара (англ. Arikara) — это кэддоанский язык, на котором разговаривают представители народности арикара, проживающие преимущественно в резервации Форт-Бертольд в Северной Дакоте. Арикара близок к пауни, но между носителями языков нет взаимопонимания.
На языке арикара в настоящее время разговаривают несколько пожилых людей в Северной Дакоте. Одна из последних носительниц языка, свободно говоривших на арикара, Мод Старр (Maude Starr), умерла 20 января 2010 года. Она была дипломированной преподавательницей языка, принимавшей участие образовательных программах на языке арикара. Усилия по возрождению языка не прекращаются.
Арикара хорошо задокументирован. Записано несколько томов глоссированных рассказов на арикара,, есть учебник и исследования по арикара .